# Xã Grand Lake, Quận St. Louis, Minnesota
Xã Grand Lake (tiếng Anh: Grand Lake Township) là một xã thuộc quận St. Louis, tiểu bang Minnesota, Hoa Kỳ. Năm 2010, dân số của xã này là 2.779 người.